# Albert Nijenhuis
Albert Nijenhuis is een Nederlands wiskundige aan de Universiteit van Washington en de Universiteit van Pennsylvania, die werkte op de gebieden van de combinatoriek en de differentiaalmeetkunde. Hij introduceerde de "Frolicher-Nijenhuis-bracket", de "Nijenhuis-Richardson-bracket", de Schouten-Nijenhuis-bracket en de Nijenhuis-tensor. 
Hij promoveerde in 1952 aan de Universiteit van Amsterdam en is sinds 1988 geaffilieerde professor aan de Universiteit van Washington. Hij is verbonden aan de Universiteit van Pennsylvania

## Geselecteerde publicaties
- Nijenhuis, Albert, Wilf, Herbert S (1978). Combinatorial Algorithms for Computers and Calculators. Academic Press. ISBN 0125192606.